# Jacob Ernst Schneeberger

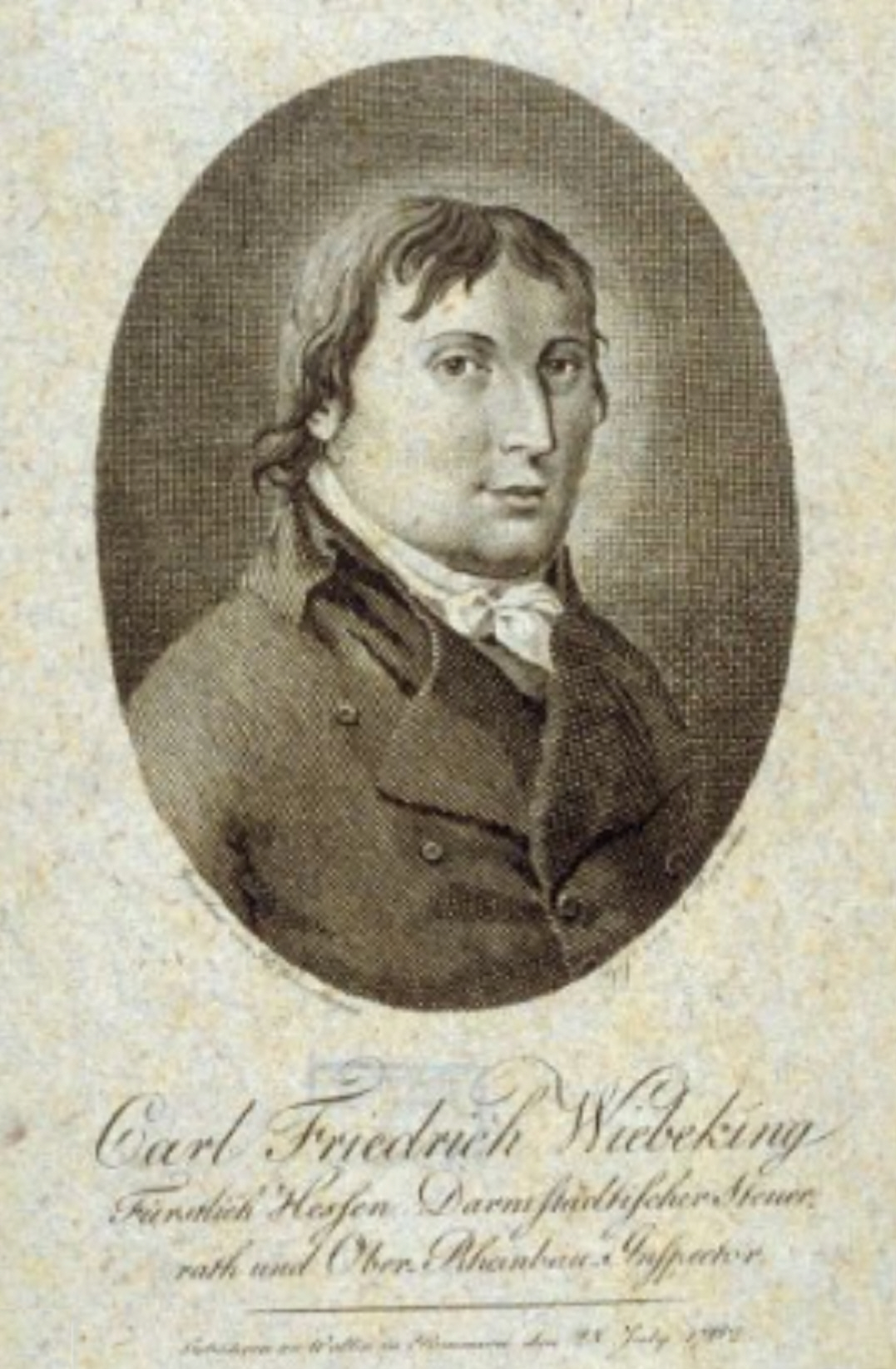
Carl Friedrich von Wiebeking, nach einem Porträt von J. E. Schneeberger

Jacob Ernst Schneeberger (* im 18. Jahrhundert; † im 19. Jahrhundert) war ein deutscher Maler.
Im Jahre 1809 wurde Schneeberger in den Hofrechnungen der Residenzstadt Darmstadt gelistet.
Zugeschrieben wird ihm eine Miniatur auf Elfenbein des hessen-darmstädtischen Generalmajors Karl Ferdinand von Schorokofsky, die um 1795 entstand. Sie ist bezeichnet mit „Schneeberger pinxit“ und befand sich um 1917 im Besitz von Großherzog Ernst Ludwig von Hessen.
Er fertigte ein Porträt von Carl Friedrich von Wiebeking an, nach dem Anton Wachsmann 1801 Kupferstiche anfertigte, die auch in den Sammlungen verschiedener Museen zu finden sind.